# Gabi Garcia
Gabrielle Lemos Garcia, coneguda professionalment com a Gabi Garcia   (Porto Alegre, 17 de novembre de 1985), és una lluitadora professional de jujutsu brasiler (BJJ) i d'arts marcials mixtes.

## Carrera esportiva
Durant la infantesa, va practicar diversos esports d'equip, com voleibol, handbol o hoquei sobre herba. Als 13 anys, la família Lemos Garcia va traslladar-se a São Paulo, època en què Gabi va iniciar-se en el jujutsu, gràcies a l'ajuda del seu oncle. Va dedicar-s'hi com a amateur fins a l'últim any que va cursar el grau de Publicitat. El seu entrenador al club Alliance de São Paulo va ser Fabio Gurgel, quatre cops campió del món de BJJ.

### Jujutsu brasiler
Garcia ha guanyat 6 campionats del món de BJJ (4 en categoria +74kg: 2008, 2010, 2011 i 2012; 2 en l'absoluta: 2011 i 2012). El 2013 va donar positiu per consum de clomifè, un fàrmac de control de la fertilitat prohibit per l'Agència Antidopatge dels Estats Units. Tot i que els resultats obtinguts per la lluitadora aquell any van ser-li anul·lats, la revisió del cas va demostrar la innocència de la brasilera i no va rebre cap altra sanció.
El 2019, Garcia va guanyar el seu quart or a l'Abu Dhabi Combat Club, vencent Carina Santi en la final. Es va convertir així en l'única dona en aconseguir el tetracampionat en aquest important torneig de lluita lliure professional.
No va a tornar a participar en un campionat mundial fins al 2021, on va ser derrotada en semifinals per Yara Soares. Aquesta va ser la única vegada que Garcia va perdre per submissió un combat entre cinturons negres. En finalitzar el torneig, la gaúcha va anunciar que abandonava la pràctica de jujutsu, per centrar-se en altres disciplines de lluita.

### MMA
L'any 2015, Gabi Garcia va iniciar la seva carrera en les arts marcials mixtes, on manté un rècord de 6 victòries, 0 derrotes i 1 combat inconclús.
| Resultat | Rècord  | Rival              | Resultat (Tècnica definitiva)         | Event                                         | Data       | Duració | Lloc    |
| -------- | ------- | ------------------ | ------------------------------------- | --------------------------------------------- | ---------- | ------- | ------- |
| Victòria | 6–0 (1) | Barbara Nepomuceno | Submissió (americana)                 | Rizin 14                                      | 31/12/2018 | 2:35    | Saitama |
| Victòria | 5–0 (1) | Veronika Futina    | Submissió (estrangulació per darrera) | Road FC 047                                   | 12/05/2018 | 3:49    | Pequin  |
| NC       | 4–0 (1) | Oksana Gagloeva    | Inconclús                             | Rizin World Grand Prix 2017                   | 30/07/2017 | 0:14    | Saitama |
| Victòria | 4–0     | Yumiko Hotta       | TKO (cops de puny)                    | Rizin 4: Rizin Fighting World Grand Prix 2016 | 31/12/2016 | 0:41    | Saitama |
| Victòria | 3–0     | Destanie Yarbrough | Submissió (americana)                 | Rizin World Grand-Prix 2016                   | 25/09/2016 | 2:42    | Saitama |
| Victòria | 2–0     | Anna Malyukova     | Submissió (braç)                      | Rizin Fighting Federation 1                   | 17/04/2016 | 2:04    | Nagoya  |
| Victòria | 1-0     | Lei'D Tapa         | TKO (cops de puny)                    | Rizin Fighting World GP 2015: Iza no Mai      | 31/12/2015 | 2:36    | Saitama |

El 2021 va anunciar que tenia intenció de combatre contra un home. Craig Jones, doble medallista a l'ADCC, va acceptar el repte, malgrat que la disputa encara no s'ha celebrat. Després d'uns anys d'absència, Garcia va anunciar que el 2023 participaria en un nou combat d'MMA.

## Fora dels rings
Gabi Garcia va participar el 2014 en la 3a edició del programa de televisió The Ultimate Fighter: Brasil, on va ser una de les entrenadores convidades.
La lluitadora brasilera s'ha vist involucrada repetidament en campanyes de fake news a xarxes socials, en les que se la titlla de dona transgènere i es deia que la seva participació en combats era injusta i adulterava la competició. Però, aquests vídeos no aportaven cap dada que validés el rumor. En realitat, com es va comprovar arran del positiu de 2013, Garcia és una dona cisgènere.